# 척수종양
척수종양(Spinal tumor)은 척추나 척수에 위치한 종양이다. 척추 종양에는 위치에 따라 세 가지 주요 유형, 즉 경막외 및 경막내(경막내-골수내 및 경막내-골수외)로 분류된다. 경막외 종양은 경질막 내벽 외부에 위치하며 가장 흔히 전이된다. 경막내 종양은 경막 내벽 내부에 위치하며 골수내 종양과 골수외 종양으로 더 세분된다. 경막내 골수내 종양은 경막과 척수 실질 내에 위치하며, 경막내 골수외 종양은 경막 내에 있지만 척수 실질 외부에 위치한다. 척추 종양의 가장 흔한 증상은 야간 허리 통증이다. 다른 일반적인 증상으로는 근육 약화, 감각 상실, 걷기 어려움 등이 있다. 장 및 방광 조절 능력 상실은 질병의 후기 단계에서 발생할 수 있다.
척추종양의 원인은 알려져 있지 않다. 대부분의 경막외 종양은 일반적으로 유방암, 전립선암, 폐암, 신장암에서 전이된다. 경막내 종양과 관련된 많은 유전적 요인이 있으며, 가장 일반적으로 신경섬유종증 1(NF1), 신경섬유종증 2(NF2) 및 폰-히펠 린다우(VHL) 증후군이 있다. 가장 흔한 유형의 경막내-척수외 종양은 수막종과 신경초 종양이다. 경막내-골수내 종양의 가장 흔한 유형은 상의세포종과 성상세포종이다. 진단에는 완전한 의학적 평가와 CT 또는 MRI 영상 촬영이 포함된다. 진단이 불확실한 경우 병변을 분류하기 위해 특정 경우에 생검을 실시할 수 있다.
치료에는 종종 수술, 방사선, 화학 요법이 조합되어 이루어진다. 추적 관찰을 통한 관찰은 작고 양성 병변에 대한 선택 사항일 수 있다. 심한 척수 압박의 경우 수술 전에 스테로이드를 투여할 수도 있다. 결과는 종양이 양성인지 악성인지, 원발성인지 전이성인지, 종양의 위치 등 다양한 요인에 따라 달라진다. 대부분의 전이성 종양에 대한 치료는 대개 완화적이다.